# نانا موري
نانا موري (باليابانية: 森七菜؛ بالكانا: もり なな) هي ممثلة يابانية، ولدت في 31 أغسطس 2001 في أوساكا في اليابان.

## أعمال

### أفلام
- أغير الطقس معك

## وصلات خارجية
- الموقع الرسمي
- نانا موري على موقع IMDb (الإنجليزية)
- نانا موري على موقع روتن توميتوز (الإنجليزية)
- نانا موري على موقع ميوزك برينز (الإنجليزية)
- نانا موري على موقع قاعدة بيانات الفيلم (الإنجليزية)
- نانا موري على موقع ANN person (الإنجليزية)